# Семшиці
Семшиці (пол. Siemszyce) — село в Польщі, у гміні Ленчиця Ленчицького повіту Лодзинського воєводства.
Населення — 103 особи (2011).
У 1975-1998 роках село належало до Плоцького воєводства.

## Демографія
Демографічна структура станом на 31 березня 2011 року:
|          | Загалом | Допрацездатний вік | Працездатний вік | Постпрацездатний вік |
| -------- | ------- | ------------------ | ---------------- | -------------------- |
| Чоловіки | 51      | 18                 | 28               | 5                    |
| Жінки    | 52      | 8                  | 29               | 15                   |
| Разом    | 103     | 26                 | 57               | 20                   |